# MAZ-5316
Der MAZ-5316 (russisch МАЗ-5316) ist ein Lastkraftwagen des belarussischen Herstellers Minski Awtomobilny Sawod (russisch Минский автомобильный завод, kurz MAZ bzw. МАЗ). Er wird seit 2002 in Serie gefertigt und ist die zweiachsige Version des schwereren MAZ-6317. Beide Fahrzeuge verfügen über Allradantrieb und sind sowohl für militärische als auch zivile Einsätze vorgesehen.

## Beschreibung

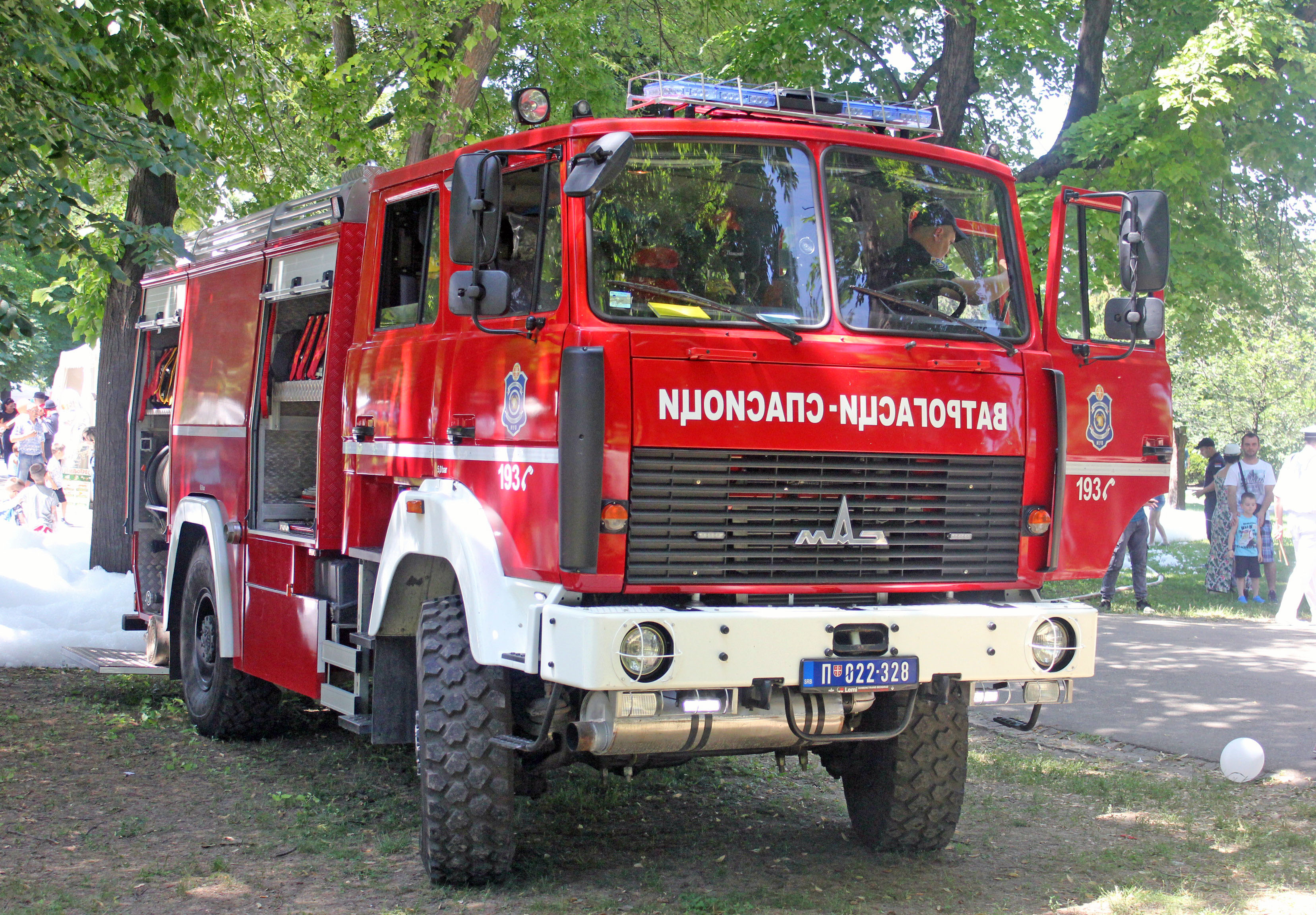
MAZ-5316 als Feuerwehrfahrzeug in Belgrad (2019)

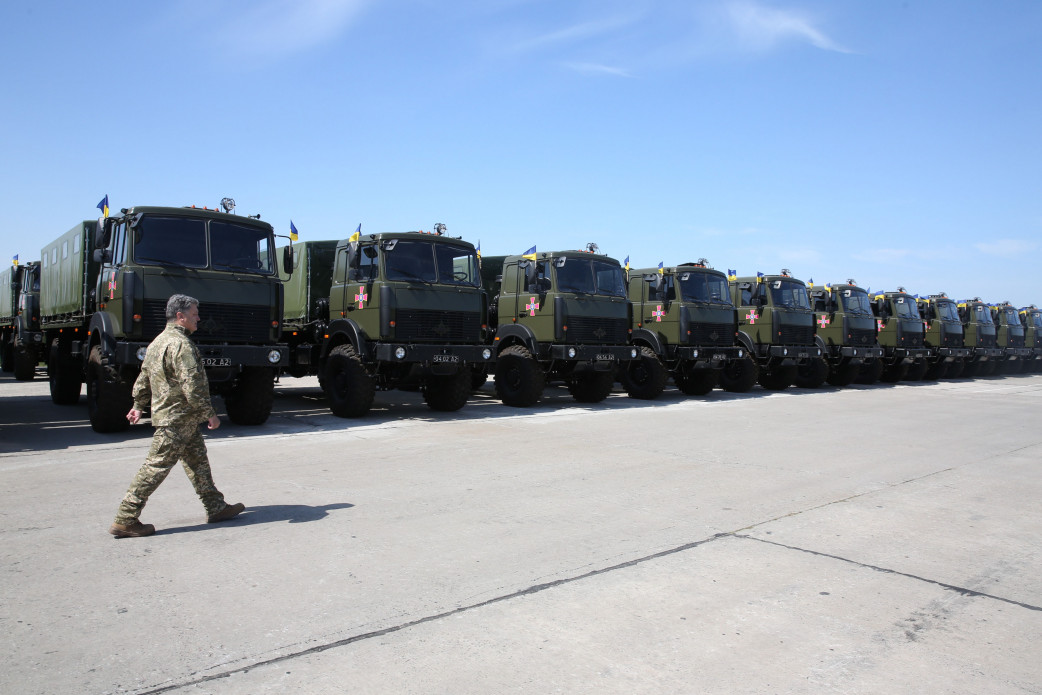
Größere Anzahl von MAZ-5316 der Ukrainischen Armee (2016)

Die Entwicklung des MAZ-5316  begann 1997 mit einer Vereinbarung zwischen dem Minsker Herstellerwerk und dem belarussischen Verteidigungsministerium. Sie besagte, dass ein neuer Lastwagen mit sechs Tonnen Zuladung und Allradantrieb für militärische Zwecke entwickelt werden sollte, um Fahrzeuge russischer Hersteller wie KAMAZ, Ural, GAZ und ZIL zu ersetzen. Ziel war es ein Fahrzeug zu schaffen, dass gleichermaßen für Straße und Gelände tauglich, von −50 bis +50 °C einsetzbar und zum Transport von Fracht und Personen geeignet sein sollte. Vorgesehen war außerdem, bei der Fertigung so weit wie möglich auf einheimische Komponenten zurückzugreifen. Zusätzlich sollte es möglich sein Spezialaufbauten auf dem Fahrgestell zu montieren.
Die Serienfertigung des neuen Lastwagens begann 1999. Von Beginn an wurden die V8-Dieselmotoren aus Russland vom Jaroslawski Motorny Sawod bezogen. Zunächst kamen Motoren vom Typ JaMZ-238F zum Einsatz, die sich in Hubraum und Leistung nicht von den aktuell eingesetzten Modellen unterscheiden. Mit Stand 2017 wird ein moderneres Triebwerk des gleichen Herstellers eingebaut. Das Getriebe stammt wahlweise ebenfalls von JaMZ oder aus eigener Fertigung von MAZ.
Entsprechend ihrem zukünftigen Einsatzgebiet wurden die Lastwagen mit einer vom Fahrerhaus aus bedienbaren Reifendruckregelanlage ausgerüstet. Sie sind in der Lage, bis zu 1,5 Meter tiefe Gewässer zu durchfahren und Steigungen bis 30° zu überwinden. Diverse Baugruppen wurden vom zu diesem Zeitpunkt schon in Serie gebauten MAZ-6317 übernommen. Dazu gehören Lenkung, Motor und Getriebe, Vorderachse, Federung, Verteilergetriebe sowie das komplette Fahrerhaus. Letzteres ist mit einem Schlafplatz ausgestattet. Die Übereinstimmung der beiden Fahrzeuge in den verwendeten teilen beträgt 85 bis 90 %.
Die technische Erprobung der Prototypen wurde im Mai 2000 abgeschlossen. Dabei stellte sich heraus, dass das ursprünglich vorgesehene Schaltgetriebe fehleranfällig war. Bis Sommer 2001 wurden zwei neue Prototypen gebaut. Die Erprobung bei den Streitkräften wurde 2002 abgeschlossen, anschließend begann die Serienproduktion. 2003 wurde das Fahrzeug bei den belarussischen Streitkräften in den Dienst gestellt.
Zusätzlich kann das Fahrzeug mit einer Seilwinde ausgerüstet werden. Seit 2008 wird mit dem MAZ-5309 ein Nachfolger auf Basis des MAZ-5340 gebaut, der aber vornehmlich zivil eingesetzt wird.

## Technische Daten
Für den MAZ-5316 mit Pritsche und ohne Seilwinde, Stand Ende 2017.
- Motor: Achtzylinder-Viertakt-Dieselmotor
- Motortyp: JaMZ-65853
- Leistung: 330 PS (243 kW)
- Hubraum: 14.850 cm³
- Drehmoment: 1521 Nm
- Lebensdauer: 800.000 km oder 13.000 Betriebsstunden
- Motorgewicht: 1645 kg
- Getriebetyp: aus eigener Fertigung, Typ 9JS135A, mechanisch, 9 Vorwärtsgänge, 1 Rückwärtsgang
- Treibstoffverbrauch: 43 l/100 km bei 80 km/h
- Tankinhalt: 350 l
- Höchstgeschwindigkeit: 90 km/h
- Antriebsformel: 4×4

Abmessungen und Gewichte
- Länge: 8200 mm
- Breite: 2550 mm
- Höhe: 4000 mm
- Radstand: 4600 mm
- Spurweite: 2060 mm vorne und hinten
- Abmessungen des Laderaums (L × B × H): 5100 × 2480 × 2295 mm
- Höhe des Bodens der Ladefläche über Straßenniveau: 1600 mm
- Reifengröße: 16,00R20
- Leergewicht: 11.400 kg
- Zuladung: 5600 kg
- Achslast vorne: 7150 kg
- Achslast hinten: 9000 kg
- zulässiges Gesamtgewicht: 16.150 kg
- zulässige Anhängelast: 20.000 kg
- zulässiges Gesamtgewicht des Lastzuges: 36.150 kg